# 巴黎印度协会

以加尔各答旗为基础，由巴黎印度协会的比卡吉·卡玛设计的“印度独立旗”，于1907年8月22日在德国斯图加特召开的第二国际代表大会上升起。

巴黎印度协会（英語：Paris Indian Society）是历史上的一个印度民族主义组织，于1905年在巴黎成立，由比卡吉·鲁斯塔姆·卡玛夫人、曼彻沙·布尔乔吉·戈德雷吉和S·R·拉纳资助创建。该组织作为同年由夏姆吉·克里希纳·瓦尔马在伦敦创立的印度自治协会的一个分支成立。
巴黎印度协会吸引了许多曾在印度之家短暂存在期间参与过的印度民族主义者的积极参与，其中包括维伦德拉纳特·查托帕迪亚亚、哈尔·达亚尔、M·P·T·阿查里亚和维纳亚克·达莫达尔·萨瓦尔卡尔等人。其他与该协会有联系的著名印度人还包括P·O·梅塔、H·M·沙阿、P·C·瓦尔马以及当时在巴黎的其他一些知名印度人。在卡玛夫人强有力的领导下，巴黎印度协会与巴黎的工人国际法国支部和流亡的俄国社会主义者建立了密切联系。1907年，卡玛夫人出席了在斯图加特召开的第二国际代表大会，在亨利·海因德曼的支持下，她在会上要求承认印度的自治权。正是在这次大会上，卡玛夫人首次升起了一面“印度独立旗”。
1909年，在马丹拉尔·丁格拉刺杀卡森·威利事件后，印度之家被解散，巴黎印度协会成为逃离英国的印度革命者的避难所和中心。此时，巴黎印度协会发展成为当时印度境外最强大的印度组织之一，并与法国及欧洲大陆的社会主义者建立了联系。1910年8月，该组织向第二国际代表大会派遣了代表。在维·萨瓦尔卡尔在被从英国遣返途中于马赛逃脱后被重新逮捕时，这一社会主义网络成功向法国政府施压，要求将萨瓦尔卡尔引渡到法国，尽管最终海牙国际法庭裁定英国胜诉。在巴黎，印度协会定期举行会议，培训其成员掌握革命所需的技能，包括枪械训练、军事战术学习，并组织出版革命性文献。此外，该协会还向其他国家派遣招募人员，培训后将部分人员送回印度继续开展宣传工作。1909年，巴黎印度协会出版《万德·马特拉姆》。后来，卡玛夫人还在柏林资助出版《塔尔瓦尔》。